# Henri Nestlé
Henri Nestlé, do roku 1839 Heinrich Nestle (10. srpna 1814, Frankfurt nad Mohanem – 7. července 1890, Glion (Montreux), Vaud, Švýcarsko), byl švýcarský podnikatel a průmyslník německého původu, zakladatel nadnárodního koncernu Nestlé.

## Dílo
- Memorial on the food nutrition of infants (1869)